# Ерік Янг (реслер)
Джеремі Фрітц (англ. Jeremy Fritz, нар. 15 грудня 1979, Дон-Єфмія, Онтаріо) — канадський реслер, нині — вільний агент. Виступає під ім'ям Ерік Янґ (англ. Eric Young).
У Total Nonstop Action Wrestling (TNA), нині відомої як Impact Wrestling, Янг виступав з 2004 до 2016 року і з 2020 до 2022 року. За час роботи в промоції він виграв 14 титулів, ставши дворазовим чемпіоном світу, одноразовим чемпіоном ікс-дивізіону, триразовим чемпіоном легенд/глобальним/телевізійним/царя гори та семиразовим чемпіоном командним чемпіоном світу: дворазовим командним чемпіоном світу NWA світу TNA/Impact, один раз з Казом, один раз у складі «Банди» з Кевіном Нешем і Скоттом Холлом (за правилом вільних птахів) і двічі у складі «Жорстоких за задумом» з Дінером та Джо Дорінгом (знову ж таки за правилом вільних птахів)). Він також є єдиним чоловіком, який володів титулом командних чемпіонів TNA серед нокаутів, вигравши його разом з ODB.
Янг також виступав у WWE, де він колишній командний чемпіон NXT.

## Титули та досягнення
- American Combat Wrestling

Чемпіон ACW у важкій вазі (1 раз)
- Allied Powers Wrestling Federation

Чемпіон APWF у першій важкій вазі (1 раз)
- Family Wrestling Entertainment

Чемпіон FWE у важкій вазі (1 раз)
- Fighting Spirit Pro Wrestling

Незалежний чемпіон FSPW (2 рази)
- Greektown Pro Wrestling

Чемпіон Greektown (1 раз)
- Independent Wrestling Federation

Чемпіон IWF у важкій вазі (1 раз)
- Lariato Pro Wrestling

Чемпіон Lariato Pro (1 раз)
- Memphis Wrestling

Командний чемпіон півдня Мемфіса (1 раз) — з Джонні Дивайном
- Neo Spirit Pro

Незалежний чемпіон NSP (1 раз)
- Pro Wrestling Illustrated

№ 19 у топ 500 рестлерів у рейтингу PWI 500 у 2014
- Total Nonstop Action Wrestling/Impact Wrestling

Чемпіон світу TNA/Impact у важкій вазі (2 рази)
Чемпіон легенд/глобального/телевізійного/царя гори TNA (3 рази)
Чемпіон ікс-дивізіону TNA (1 раз)
Командний чемпіон світу TNA/Impact (4 рази) — з Казом (1), Кевіном Нешем і Скоттом Холлом (1) Райно, Джо Дорінгом і Дінером (1), Джо Дорінгом і Дінером (1)
Командний чемпіон TNA серед нокаутів (1 раз) — з ODB
Командний чемпіон світу NWA (2 рази) — з Боббі Рудом
Кубок індички TNA (2011, 2012)
Кубок світу з рестлінгу TNA (2014) — з Буллі Реєм, Ганнером, Едді Едвардсом та ODB
«Цар гори» (2016)
Золота рукавичка (2022 — у важкій вазі)
Сьомий чемпіон Потрійної корони TNA
Четвертий чемпіон Великого шолома TNA
Нагороди за підсумками року TNA/Impact (3 рази)
Самий надихаючий (2006)
Момент року (2020) — повернення в Impact на Slammiversary, разом з іншими поверненнями та дебютами тієї ночі
Матч року (2020) пр. Едді Едвардса пр. Ейса Остіна пр. Трея пр. Річа Суонна на Slammiversary
- Wrestling Observer Newsletter

Найгірший матч року (2006) TNA Reverse Battle Royal на TNA Impact!
- WWE

Командний чемпіон NXT (1 раз) — with Alexander Wolfe
Нагорода за підсумками року NXT (1 раз)
Команда року (2017) — with Alexander Wolfe and Killian Dain
- Xtreme Wrestling Coalition

Чемпіон світу XWC у важкій вазі (1 раз)